# South Fambridge
South Fambridge – wieś w Anglii, w hrabstwie Essex, w dystrykcie Rochford. Leży 19 km na południowy wschód od miasta Chelmsford i 58 km na wschód od Londynu. South Fambridge jest wspomniana w Domesday Book (1086) jako Phenbruge.